# Njirávjávrásj
Njirávjávrásj, enligt tidigare ortografi Njiraujauratj, är en sjö i Jokkmokks kommun i Lappland och ingår i Luleälvens huvudavrinningsområde. Sjön har en area på 0,397 kvadratkilometer och ligger 1 204 meter över havet. Njirávjávrásj ligger i Stora Sjöfallet Natura 2000-område.

## Delavrinningsområde
Njirávjávrásj ingår i det delavrinningsområde (748214-159642) som SMHI kallar för Utloppet av Kuortesluoppal. Medelhöjden är 1 028 meter över havet och ytan är 34,96 kvadratkilometer. Räknas de 24 avrinningsområdena uppströms in blir den ackumulerade arean 331,03 kvadratkilometer. Blackälven som avvattnar avrinningsområdet har biflödesordning 3, vilket innebär att vattnet flödar genom totalt 3 vattendrag innan det når havet efter 328 kilometer. Avrinningsområdet består mestadels av kalfjäll (92 procent). Avrinningsområdet har 1,87 kvadratkilometer vattenytor vilket ger det en sjöprocent på 5,3 procent. Delavrinningsområdet täcks till 2,34 procent av glaciärer, med en yta av 0,8188 kvadratkilometer.